# Moussa Ouattara
Moussa Boureïma Ouattara (Bobo Dioulasso, Burkina Faso, 31 de diciembre de 1981) es un futbolista burkinés, se desempeña como defensa. Actualmente juega en el SV Schermbeck, un club alemán.

## Clubes
| Club                 | País         | Año         |
| -------------------- | ------------ | ----------- |
| RC Bobo              | Burkina Faso | 1997 - 1998 |
| ASFA Yennenga        | Burkina Faso | 1998 - 2002 |
| Tours FC             | Francia      | 2002 - 2003 |
| US Créteil-Lusitanos | Francia      | 2003 - 2005 |
| Legia Varsovia       | Polonia      | 2005 - 2006 |
| 1. FC Kaiserslautern | Alemania     | 2006 - 2010 |
| Fortuna Colonia      | Alemania     | 2010 - 2011 |
| SV Schermbeck        | Alemania     | 2012 -      |